# 夜煞的禮物
《夜煞的禮物》（英語：Gift of the Night Fury）是一部2011年美國動畫短片，由夢工廠動畫公司制作，湯姆·歐文斯執導。該短片於2011年11月15日與《馴龍寶典》共同發行。

## 劇情
在維京冬季假期期間，所有的龍都因不明的理由飛走，包括小嗝嗝的沒牙。但原因是因為，繁殖季的時候到了，所有龍都飛到一座小島上交配，唯獨沒牙是為了尋找小嗝嗝消失的頭盔。

## 配音
- 傑·巴魯契 配音 小嗝嗝·阿倫德斯·哈德克三世
- 傑拉德·巴特勒 配音 大塊頭史圖依克
- 克雷格·費格斯 配音 戈伯
- 艾美莉卡·弗瑞娜 配音 亞絲翠·賀夫遜
- 克里斯多福·敏茲-普雷斯（英语：Christopher Mintz-Plasse） 配音 魚腳司·英格馬
- 喬納·希爾 配音 鼻涕粗·約葛森
- T·J·米勒 配音 悍夫那特·托爾斯頓
- 克莉絲汀·薇格 配音 暴芙那特·托爾斯頓

## 外部連結
- 互联网电影数据库（IMDb）上《夜煞的禮物》的资料（英文）
- 豆瓣电影上《夜煞的禮物》的資料 （简体中文）